# Cancer Research and Treatment
Cancer Research and Treatment, abgekürzt Cancer Res. Treat. ist eine wissenschaftliche Fachzeitschrift, die von der Korean Cancer Association veröffentlicht wird. Die Zeitschrift erscheint mit vier Ausgaben im Jahr. Es werden Arbeiten aus allen Bereichen der Onkologie veröffentlicht.
Der Impact Factor lag im Jahr 2016 bei 3,772. Nach der Statistik des ISI Web of Knowledge wird das Journal mit diesem Impact Factor in der Kategorie Onkologie an 75. Stelle von 217 Zeitschriften geführt.